# Apochinomma formicaeforme
Apochinomma formicaeforme is een spinnensoort uit de familie van de loopspinnen (Corinnidae).
De wetenschappelijke naam van de soort werd in 1881 gepubliceerd door Pietro Pavesi.